# Almussafes
Almussafes è un comune spagnolo di 7 070 abitanti situato nella comunità autonoma Valenciana. Situato nella provincia orientale di Valencia, nella regione della Ribera Baixa.
Ha 8 189 abitanti (INE 2008).
Nella città di Almusafes c'è una delle più grandi fabbriche di auto in Spagna, di proprietà di Ford.